# Wangchuck
Wangchuck (in Tibetano: དབང་ཕྱུག་རྒྱལ་བརྒྱུད་, Wylie: Dbang-phyug Rgyal-brgyud) è la dinastia ereditaria dei re del Bhutan. Iniziò nel 1907 quando un'assemblea di monaci, il governo e la popolazione decisero all'unanimità di eleggere quale primo re del Bhutan, con il titolo di Druk Gyalpo, Ugyen Wangchuck.

## Origine genealogica dei Wangchuck
La seguente genealogia è tratta dagli studi effettuati dal Prof. Renato Del Ponte, unico studioso italiano dell'argomento.
| | | | | | |  |  |  |  |  |  |  |  |  |  | | | | | | |  |  | Pema Lingpa |  |  |  |  |  |  |  |  |  |  |  |  |  |  |  |  |  |  |  |  |  |  |  |                                                   |                                                   |                                                   |                                                   |                                                   |                                                   |  |  |  |  |  |  |  |  |  |  |  |  |  |  |  |  |  |  |  |  |
| | | | | | |  |  |  |  |  |  |  |  |  |  | | | | | | |  |  |             |  |  |  |  |  |  |  |  |  |  |  |  |  |  |  |  |  |  |  |  |  |  |  |                                                   |                                                   |                                                   |                                                   |                                                   |                                                   |  |  |  |  |  |  |  |  |  |  |  |  |  |  |  |  |  |  |  |  |
| | | | | | |  |  |  |  |  |  |  |  |  |  | | | | | | |  |  |             |  |  |  |  |  |  |  |  |  |  |  |  |  |  |  |  |  |  |  |  |  |  |  |                                                   |                                                   |                                                   |                                                   |                                                   |                                                   |  |  |  |  |  |  |  |  |  |  |  |  |  |  |  |  |  |  |  |  |
| Kuenga Wangpo nato nel 1505, si trasferisce a Dungkhar | Kuenga Wangpo nato nel 1505, si trasferisce a Dungkhar | Kuenga Wangpo nato nel 1505, si trasferisce a Dungkhar | Kuenga Wangpo nato nel 1505, si trasferisce a Dungkhar | Kuenga Wangpo nato nel 1505, si trasferisce a Dungkhar | Kuenga Wangpo nato nel 1505, si trasferisce a Dungkhar |  |  |  |  |  |  |  |  |  |  | Pema Thinley Fondatore del Monastero di Gangtse nel 1613. Vi sono dubbi circa la sua diretta discendenza da Pema Lingpa: potrebbe esserne figlio come nipote. Quel che è certo, in base alla tradizione, è che sia la sua prima incarnazione | Pema Thinley Fondatore del Monastero di Gangtse nel 1613. Vi sono dubbi circa la sua diretta discendenza da Pema Lingpa: potrebbe esserne figlio come nipote. Quel che è certo, in base alla tradizione, è che sia la sua prima incarnazione | Pema Thinley Fondatore del Monastero di Gangtse nel 1613. Vi sono dubbi circa la sua diretta discendenza da Pema Lingpa: potrebbe esserne figlio come nipote. Quel che è certo, in base alla tradizione, è che sia la sua prima incarnazione | Pema Thinley Fondatore del Monastero di Gangtse nel 1613. Vi sono dubbi circa la sua diretta discendenza da Pema Lingpa: potrebbe esserne figlio come nipote. Quel che è certo, in base alla tradizione, è che sia la sua prima incarnazione | Pema Thinley Fondatore del Monastero di Gangtse nel 1613. Vi sono dubbi circa la sua diretta discendenza da Pema Lingpa: potrebbe esserne figlio come nipote. Quel che è certo, in base alla tradizione, è che sia la sua prima incarnazione | Pema Thinley Fondatore del Monastero di Gangtse nel 1613. Vi sono dubbi circa la sua diretta discendenza da Pema Lingpa: potrebbe esserne figlio come nipote. Quel che è certo, in base alla tradizione, è che sia la sua prima incarnazione |  |  |             |  |  |  |  |  |  |  |  |  |  |  |  |  |  |  |  |  |  |  |  |  |  |  | Dawa Gyeltshen Fondatore del Monastero di Prakhar | Dawa Gyeltshen Fondatore del Monastero di Prakhar | Dawa Gyeltshen Fondatore del Monastero di Prakhar | Dawa Gyeltshen Fondatore del Monastero di Prakhar | Dawa Gyeltshen Fondatore del Monastero di Prakhar | Dawa Gyeltshen Fondatore del Monastero di Prakhar |  |  |  |  |  |  |  |  |  |  |  |  |  |  |  |  |  |  |  |  |
| Kuenga Wangpo nato nel 1505, si trasferisce a Dungkhar | Kuenga Wangpo nato nel 1505, si trasferisce a Dungkhar | Kuenga Wangpo nato nel 1505, si trasferisce a Dungkhar | Kuenga Wangpo nato nel 1505, si trasferisce a Dungkhar | Kuenga Wangpo nato nel 1505, si trasferisce a Dungkhar | Kuenga Wangpo nato nel 1505, si trasferisce a Dungkhar |  |  |  |  |  |  |  |  |  |  | Pema Thinley Fondatore del Monastero di Gangtse nel 1613. Vi sono dubbi circa la sua diretta discendenza da Pema Lingpa: potrebbe esserne figlio come nipote. Quel che è certo, in base alla tradizione, è che sia la sua prima incarnazione | Pema Thinley Fondatore del Monastero di Gangtse nel 1613. Vi sono dubbi circa la sua diretta discendenza da Pema Lingpa: potrebbe esserne figlio come nipote. Quel che è certo, in base alla tradizione, è che sia la sua prima incarnazione | Pema Thinley Fondatore del Monastero di Gangtse nel 1613. Vi sono dubbi circa la sua diretta discendenza da Pema Lingpa: potrebbe esserne figlio come nipote. Quel che è certo, in base alla tradizione, è che sia la sua prima incarnazione | Pema Thinley Fondatore del Monastero di Gangtse nel 1613. Vi sono dubbi circa la sua diretta discendenza da Pema Lingpa: potrebbe esserne figlio come nipote. Quel che è certo, in base alla tradizione, è che sia la sua prima incarnazione | Pema Thinley Fondatore del Monastero di Gangtse nel 1613. Vi sono dubbi circa la sua diretta discendenza da Pema Lingpa: potrebbe esserne figlio come nipote. Quel che è certo, in base alla tradizione, è che sia la sua prima incarnazione | Pema Thinley Fondatore del Monastero di Gangtse nel 1613. Vi sono dubbi circa la sua diretta discendenza da Pema Lingpa: potrebbe esserne figlio come nipote. Quel che è certo, in base alla tradizione, è che sia la sua prima incarnazione |  |  |             |  |  |  |  |  |  |  |  |  |  |  |  |  |  |  |  |  |  |  |  |  |  |  | Dawa Gyeltshen Fondatore del Monastero di Prakhar | Dawa Gyeltshen Fondatore del Monastero di Prakhar | Dawa Gyeltshen Fondatore del Monastero di Prakhar | Dawa Gyeltshen Fondatore del Monastero di Prakhar | Dawa Gyeltshen Fondatore del Monastero di Prakhar | Dawa Gyeltshen Fondatore del Monastero di Prakhar |  |  |  |  |  |  |  |  |  |  |  |  |  |  |  |  |  |  |  |  |
| Un suo pronipote fonda la fortezza di Dungkhar, di qui trae origine la famiglia dei Wangchuck da cui nascerà, Jigme Namgyal (1825-1882), padre di Ugyen Wangchuck, primo Re del Bhutan | Un suo pronipote fonda la fortezza di Dungkhar, di qui trae origine la famiglia dei Wangchuck da cui nascerà, Jigme Namgyal (1825-1882), padre di Ugyen Wangchuck, primo Re del Bhutan | Un suo pronipote fonda la fortezza di Dungkhar, di qui trae origine la famiglia dei Wangchuck da cui nascerà, Jigme Namgyal (1825-1882), padre di Ugyen Wangchuck, primo Re del Bhutan | Un suo pronipote fonda la fortezza di Dungkhar, di qui trae origine la famiglia dei Wangchuck da cui nascerà, Jigme Namgyal (1825-1882), padre di Ugyen Wangchuck, primo Re del Bhutan | Un suo pronipote fonda la fortezza di Dungkhar, di qui trae origine la famiglia dei Wangchuck da cui nascerà, Jigme Namgyal (1825-1882), padre di Ugyen Wangchuck, primo Re del Bhutan | Un suo pronipote fonda la fortezza di Dungkhar, di qui trae origine la famiglia dei Wangchuck da cui nascerà, Jigme Namgyal (1825-1882), padre di Ugyen Wangchuck, primo Re del Bhutan |  |  |  |  |  |  |  |  |  |  | Tenzing Legpai Dhendup, seconda incarnazione | Tenzing Legpai Dhendup, seconda incarnazione | Tenzing Legpai Dhendup, seconda incarnazione | Tenzing Legpai Dhendup, seconda incarnazione | Tenzing Legpai Dhendup, seconda incarnazione | Tenzing Legpai Dhendup, seconda incarnazione |  |  |             |  |  |  |  |  |  |  |  |  |  |  |  |  |  |  |  |  |  |  |  |  |  |  |                                                   |                                                   |                                                   |                                                   |                                                   |                                                   |  |  |  |  |  |  |  |  |  |  |  |  |  |  |  |  |  |  |  |  |

### Dinastia dei Wangchuck
|  |  |  |  |  |  |  |  |  |  |  |  |  |  |  |  |  |  |  |  |  |  |  |  | Re Ugyen Wangchuck (1862-1926) (Primo Re del Bhutan, ha regnato negli anni 1907-1926)         |
|  |  |  |  |  |  |  |  |  |  |  |  |  |  |  |  |  |  |  |  |  |  |  |  | Re Jigme Wangchuck (1902-1952) (Secondo Re del Bhutan, ha regnato negli anni 1926-1952)       |
|  |  |  |  |  |  |  |  |  |  |  |  |  |  |  |  |  |  |  |  |  |  |  |  | Re Jigme Dorji Wangchuck (1928-1972) (Terzo Re del Bhutan, ha regnato negli anni 1952-1972)   |
|  |  |  |  |  |  |  |  |  |  |  |  |  |  |  |  |  |  |  |  |  |  |  |  | Re Jigme Singye Wangchuck (1956-viv.) (Quarto Re del Bhutan, ha regnato negli anni 1972-2006) |
|  |  |  |  |  |  |  |  |  |  |  |  |  |  |  |  |  |  |  |  |  |  |  |  | Re Jigme Khesar Namgyel Wangchuck (1980-viv.) (Quinto Re del Bhutan incoronato nel 2006)      |

Ugyen Wangchuck (11 giugno 1862 - 26 agosto 1926), re del Bhutan dal 1907 al 1926 - tra le sue consorti (madri dei figli) Ludrong Dolma, Rinchen Pelmi e Ngodrup Pemo; la principale era, però, Tsundue Pema Lhamo (1886 - 1922):
1. N. Wangchuck (1903 - morto nell'infanzia
2. Jigme Wangchuck (1905 - 30 marzo 1952), re dal 1926 al 1952 - ebbe due consorti Phuntsho Choden e Pema Dechen:
  1. (I) Jigme Dorji Wangchuck (2 maggio 1928 - 21 luglio 1972), re dal 1952 al 1972 - sposò il 5 ottobre 1951 Kesang Choden (21 maggio 1930):
    1. Sonam Choden Wangchuck (1953)
    2. Dechen Wangmo (1954)
    3. Jigme Singye Wangchuck (11 novembre 1955), re dal 1972 al 2006 - sposò il 31 ottobre 1988, privatamente nel 1979, quattro sorelle: Dorji Wangmo (10 giugno 1955); Tshering Pem (22 dicembre 1957); Tshering Yangdon (21 giugno 1959); Sangay Choden (11 maggio 1963):
      1. (I) Sonam Dechen (5 agosto 1981) - ha sposato il 5 aprile 2009 Phub Dorij (1 gennaio 1980):
        1. Jigje Singye (3 dicembre 2009)
        2. Vairochana Rinpoche (23 giugno 2013)

      2. Jigyel Ugyen (16 luglio 1984)
      3. (II) Chimi Yangzom (10 gennaio 1980) - ha sposato il 13 ottobre 2005 Sangay Wangchuck (1978):
        1. Jigme Ugyen (30 agosto 2006)
        2. Jamyang Singye (2 dicembre 2009)

      4. Kesang Choden (23 gennaio 1982) - ha sposato l'11 novembre 2008 Palden Yoser Thinley:
        1. Jamgyal Singye
        2. Ugyen Junay
        3. Tshering Tshoyang (gennaio 2019)

      5. Ugyen Jigme (11 novembre 1994)
      6. (III) Jigme Khesar Namgyel Wangchuck (21 febbraio 1980), re dal 2006 - ha sposato il 13 ottobre 2011 Jetsun Pema (4 giugno 1990):
        1. Jigme Namgyel (5 febbraio 2016)
        2. Jigme Ugyen (19 marzo 2020)
        3. Sonam Yangden (9 dicembre 2023)

      7. Dechen Yangzom (2 dicembre 1981) - ha sposato il 29 ottobre 2009 Tandin Namgyal:
        1. Dechen Yuidem
        2. Ugyen Dorji
        3. Jigme Singye

      8. Jigme Dorji (12 aprile 1986) - ha sposato il 17 ottobre 2013 Yeatso Lhamo, sorella della regina Jetsun Pema
        1. Decho Pema (2014)

      9. (IV) Khamsum Singye (6 ottobre 1985)
      10. Euphelma Choden (6 giugno 1993) - ha sposato il 29 ottobre 2020 Thinley Norbu

    4. Pema Lhaden (1959)
    5. Kesang Wangmo (1961)

  2. (II) Choki Wangmo: con discendenza;
  3. Namgyel
  4. Deki Yangzom: con discendenza;
  5. Pema Choden: con discendenza;
3. Gyurme Dorji (1911 - 1933)
4. Kendho Wangmo (1914 - c.1985), religiosa
5. Karma Thinley Lhundrub (1917 - 1949), religioso